# Legacy of the Beast World Tour
The Legacy of the Beast World Tour is een concerttour van de Britse heavymetalband Iron Maiden, genoemd naar hun mobiele game die de band in 2017 uitbracht. Door de band wordt dit gezien als een tour waar veel oude en bekende nummers van de band worden gespeeld.Daarnaast heeft Iron Maiden-manager Rod Smallwood onthuld dat de concerten en het podiumontwerp "een aantal verschillende maar in elkaar lopende 'werelden' zullen bevatten met een setlist die een grote selectie 80s-materiaal omvat met een handvol verrassingen van latere albums."

## Gastoptredens

### 2018[2]
- Killswitch Engage 26 mei – 1 juli 31 juli – 11 augustus
- Sabaton – 14 juli
- Gojira – 14 juli
- Rhapsody of Fire - Triëst
- The Raven Age 10 juni – 17 juli
- Tremonti 9 juli – 18 juli

### 2019
- The Raven Age – 18 juli - 15 oktober
- Fozzy – 14 september
- Rage In My Eyes – 9 oktober
- Slang – 12 oktober

### 2022[3]
- Airbourne – 13, 20, 26 en 27 juni; 2, 4, 7, 9, 10, 20, 22, 26, 29 en 31 juli
- Within Temptation - 24, 29 en 31 juli en alle data in oktober (Concerten in de Verenigde Staten)
- Lord of the Lost - 31 mei, 2, 7, 20 en 30 juni; 2, 4, 7, 9, 10 en 24 juli
- De Hellacopters - 22 juli
- Sabaton - 26 juli
- Shinedown - 7, 13 juni
- Powerwolf - 20 juli
- Avatar - 27, 30 augustus en 4 september
- Mastodont - 7 september
- Trivium - 11 september - 30 september (Concerten in de Verenigde Staten)

## Setlists

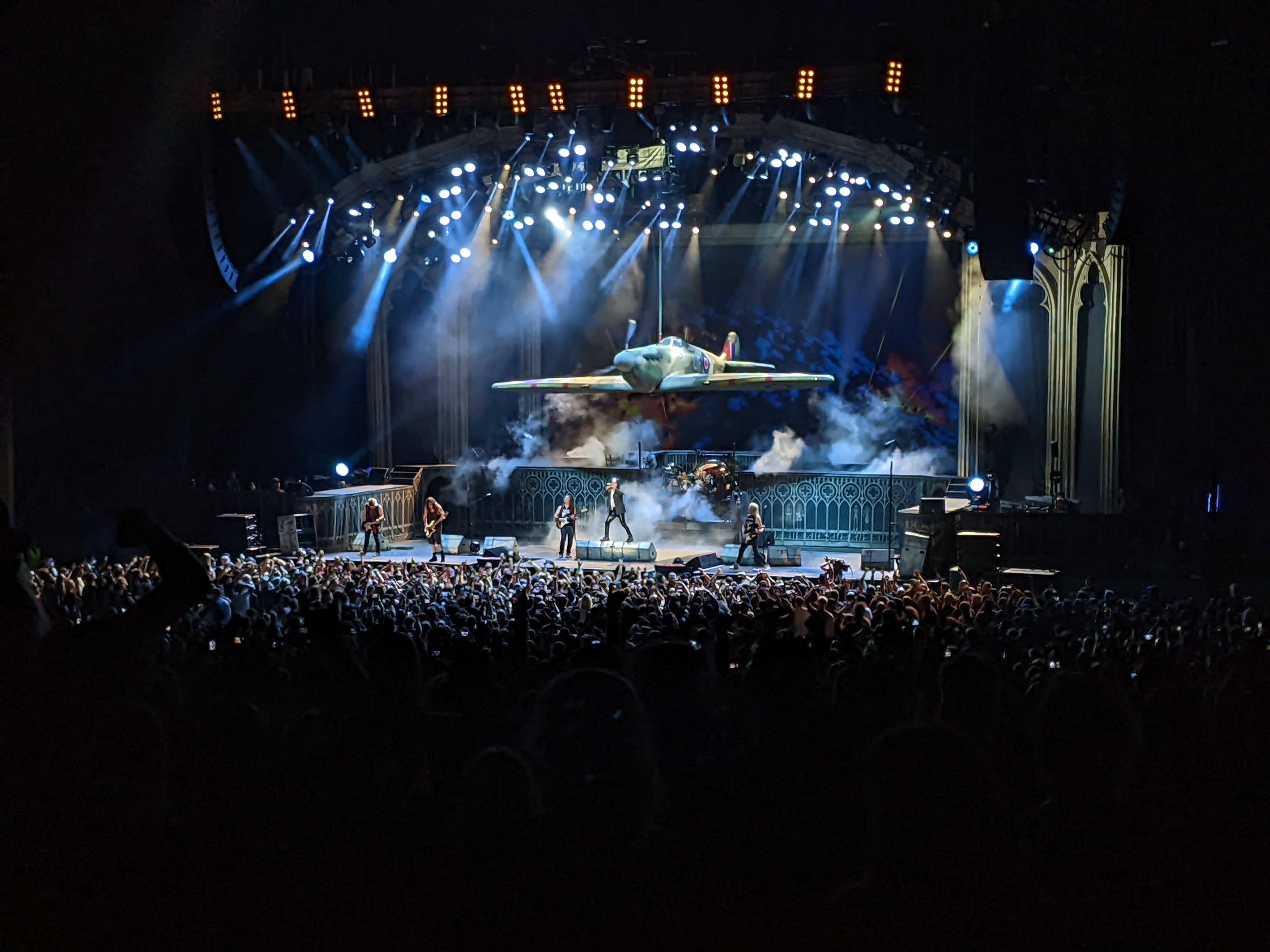
Iron Maiden treedt op in Chula Vista, CA op 25 september 2022

### Setlist 2018/2019[4]
- Intro – ''Doctor, Doctor''UFO (rockband)
- Intro – Churchill's Speech

1. " Aces High " (van Powerslave, 1984)
2. "Where Eagles Dare" (van Piece of Mind (Iron Maiden) 1983)
3. " 2 Minuten tot middernacht " (van Powerslave, 1984)
4. "The Clansman" (van Virtual XI, 1998)
5. " The Trooper " (uit Piece of Mind, 1983)
6. "Revelations" ( van Piece of Mind, 1983)
7. "For the Greater Good of God" (uit A Matter of Life and Death, 2006)
8. " The Wicker Man " (van Brave New World, 2000)
9. "Sign of the Cross" (van The X Factor, 1995)
10. " Flight of Icarus " ( van Piece of Mind, 1983)
11. " Fear of the Dark " (van Fear of the Dark, 1992)
12. " The number of the beast " (van The Number of the Beast, 1982)
13. "Iron Maiden" (uit Iron Maiden, 1980)

1. " The Evil That Men Do " (van Seventh Son of a Seventh Son, 1988)
2. " Hallowed Be Thy Name " (van The Number of the Beast, 1982)
3. " Run to the Hills " (van The Number of the Beast, 1982)

### Setlist 2022[5]
In verband met het recent uitgebrachte album Senjutsu heeft de band de Setlist veranderd door de eerste 3 nummers van het nieuwste album te doen.
- Intro – "Doctor Doctor"

1. "Senjutsu" (van Senjutsu, 2021)
2. "Stratego" (van Senjutsu, 2021)
3. "The Writing on the Wall" (van Senjutsu, 2021)
4. "Revelations" (van Piece of Mind, 1983)
5. "Blood Brothers" (van Brave New World, 2000)
6. "Sign of the Cross" (van The X Factor, 1995)
7. "Flight of Icarus" (van Piece of Mind, 1983)
8. "Fear of the Dark" (van Fear of the Dark, 1992)
9. "Hallowed Be Thy Name" (van The Number of the Beast, 1982)
10. "The Number of the Beast" (van The Number of the Beast, 1982)
11. "Iron Maiden" (van Iron Maiden, 1980)

1st Encore
1. "The Trooper" (van Piece of Mind, 1983)
2. "The Clansman" (van Virtual XI, 1998)
3. "Run to the Hills" (van The Number of the Beast, 1982)

2nd Encore
- Churchill's Speech

1. "Aces High" (van Powerslave, 1984)

### Verkochte kaartjes
| Locatie                | Stad       | Tickets verkocht / beschikbaar | Bruto-inkomsten (USD) |
| ---------------------- | ---------- | ------------------------------ | --------------------- |
| Saku Suurhall          | Tallinn    | 8.284 / 8.284 (100%)           | $544.989              |
| Hartwall-arena [1]     | Helsinki   | 20.344 / 20.344 (100%)         | $ 2.072.080           |
| Tele2 Arena            | Stockholm  | 37.221 / 37.221 (100%)         | $ 2.926.064           |
| Koninklijke Arena      | Kopenhagen | 15.184 / 15.184 (100%)         | $ 1.394.397           |
| Expo Plaza             | Hannover   | 21.900 / 21.900 (100%)         | $ 1.678.755           |
| Waldbühne              | Berlijn    | 15.757 / 17.000 (93%)          | $ 1.408.961           |
| Let op elke luchthaven | Praag      | 29.763 / 30.000 (100%)         | $ 2.314.576           |
| Messe                  | Freiburg   | 30.000 / 30.000 (100%)         | $ 2.311.161           |
| GelreDome              | Arnhem     | 20.026 / 23.200 (86%)          | $ 1.646.254           |
| AccorHotels Arena      | Parijs     | 30.794 / 30.794 (100%)         | $ 2.189.356           |
| San Siro Ippodromo     | Milaan     | 16.272 / 17.500 (93%)          | $ 1.444.708           |
| Wanda Metropolitano    | Madrid     | 48.689 / 48.689 (100%)         | $ 4.797.916           |
| Tauron-arena [1]       | Krakau     | 30.617 / 30.617 (100%)         | $ 2.173.988           |
| Manchester Arena       | Manchester | 14.758 / 14.758 (100%)         | $ 1.111.545           |
| Totaal                 | Totaal     | —                              | —                     |